# Politikåret 1977

## Händelser

### Januari
- 1 januari – Den svenska medbestämmandelagen (MBL) träder i kraft.
- 10 januari – Den borgerliga svenska regeringen lägger fram sin första budget med ett rekordstort underskott på 17,5 miljarder kronor.
- 20 januari – Jimmy Carter tillträder som USA:s president.[1]
- 22 januari – Danmarks statsminister Anker Jørgensen meddelar att nyval skall hållas till Danmarks folketing den 15 februari 1977.[1]
- 30 januari – Olof Palmes 50-årsdag uppmärksammas i Sverige, och gratulanter kommer från flera olika länder.[1]

### Februari
- 2 februari
  - Indiens jordbruksminister Jagivan Ram avgår.[1]
  - Allmänpolitiska debatten i Sveriges riksdag präglas av den ekonomiska politiken.[1]
- 9 februari - Spanien och Sovjetunionen upptar diplomati.[1]
- 10-11 februari - Sveriges statsminister Thorbjörn Fälldin besöker Norge.[1]
- 14 februari - Montenegros kommunistpartiledare Veselin Djurantović utnämns till ny premiärminister i Jugoslavien.[1]
- 14-15 februari - Tjeckoslovakiens biträdande utrikesminister Dustan Spacil besöker Sverige och träffar Karin Söder.[1]
- 16 februari - Sveriges riksdag röstar med siffrorna 277-22 mot ett förslag från VPK om att omvandla Sverige till republik.[1]

### Mars
- 2 mars - Spaniens premiärminister Adolfo Suarez tillkännager amnesti för cirka 200 politiska fångar i fängelse i Spanien.[1]
- 8 mars - Västtysklands intikesminister, FDP:s, Werner Maihofer erkänner att han först i efterhand godkände avlyssningen mot atomfysikern Klaus Traube Mailhofer.[1]
- 22 mars
  - Spanien släpper de första politiska fångarna ur Madrids fängelser.[1]
  - Zulfikar Ali Bhutto presenterar sin nya regering i Pakistan.[1]
  - Sveriges statsminister Thorbjörn Fälldin inleder ett två dagars besök i Danmark, och möts av antikärnkraftsdemonstranter.[1]
- 24 mars - 83-årige Morarji Desai väljs till ny premiärminister i Indien.[1]
- 30 mars - Frankrikes regering bildas om.[1]

### April
- 1 april - Brasiliens parlament stängs efter ett krismöte för första gången sedan 1968 på obestämd tid.[1]
- 4 april - 38-årige överste Joachim Yhombi-Opango utnämns till ny statschef i Folkrepubliken Kongo.[1]
- 5 april - Kongresspartiet meddelar att man vill fortsätta samarbetet med Indiens nya regering.[1]
- 7 april - Israels premiärminister Yitzhak Rabin avgår sedan han avslöjats ha utfört ekonomiska försnillingar samt skandaler inom sitt parti.[1]
- 9 april - Kommunistpartiet legaliseras återigen i Spanien.[1]
- 14 april – Den svenska riksdagen antar den så kallade villkorslagen, vilken innebär att ingen ny kärnreaktor får tas i drift utan att elbolagen har presenterat ett bra sätt att ta hand om avfallet.[1]
- 24 april - Moçambiques president Samora Machel inleder ett fyradagarsbesök i Stockholm.[1]
- 26 april - Högeralliansledarna i Spanien bedyrar sin lojalitet mot kung Juan Carlos.[1]

### Maj
- 1 maj
  - Kravaller uppstår i Spanien på Första maj då fackföreningarna trotsar demonstrationsförbud.[1]
  - Årets Första maj i Sverigesamlar alla tiders deltagarrekord.[1]
- 2 maj
  - Zaire avbryter diplomatin med Östtyskland och ger östtyskarna 48 timmar på sig att åka därifrån.[1]
  - Spanien legaliserar fackförbundet CNT.[1]
- 4 maj – USA:s tidigare president Richard Nixon talar ut om Watergateaffären i en TV-intervju.[1]
- 6 maj – Cirka 2 000 högskolestudenter i Stockholm tågar från Humlegården till Sergels torg i protest mot Sveriges nya högskolelag.[1]
- 13 maj – Pakistans premiärminister Zulfikar Ali Bhutto säger, efter drygt två månaders kravaller, att en folkomröstning skall få avgöra om han vill sitta kvar.[1]
- 15 maj – 46-årige socialdemokraten Kalevi Sorsa bildar en fempartiregering i Finland.[1]
- 17 maj – Finlands president Urho Kekkonen besöker Sovjetunionen.[1]
- 18 maj – Den svenska riksdagen godkänner regeringens krispaket med momshöjning på 3 % och devalvering på 6 %.
- 23 maj – En kommission under Leonid Brezjnevs ledning godkänner ett förslag för en ny sovjetisk författning.[1]
- 24 maj – Sovjetunionens president Nikolaj Podgornyj lämnar politbyrån.[1]

### Juni
- 3 juni
  - USA och Kuba enas om att återuppta diplomatiska förbindelser.[1]
  - Leo Tindemans bildar ny regering i Belgien.[1]
- 15 juni – En säkerhetskonferens inleds i Belgrad, med stater som skrivit på Helsingforsavtalet.[1]
- 16 juni – Leonid Brezjnev väljs till president i Sovjetunionen då Högsta Sovjet inleder sin vårsession i Moskva.[1]
- 19 juni – Likuds Menachem Begin formulerar sitt regeringsprogram.[1]
- 22 juni – Sovjetunionens president och kommunistpartichef Leonid Brezjnev inleder ett tre dagars besök i Frankrike.[1]
- 27 juni – Franska Afar- och Issaterritoriet blir självständigt från Frankrike under namnet Republiken Djibouti.[1]

### Juli
- 3 juli – Bülent Ecevits regering i Turkiet lämnar in avskedsansökan efter att ha förlorat förtroendet i Turkiets nationalförsamling.[1]
- 4 juli - Spaniens premiärminister Adolfo Suarez presenterar sin nya regering.[1]
- 5 juli - Vid en oblodig statskupp i Pakistan störtas president Zulfikar Ali Bhutto av miliäten.[1]
- 18 juli
  - EG totalförbjuder sillfiske ute på Nordsjön från 30 september 1977.[1]
  - Israels premiärminister Menachem Begin besöker USA.[1]
- 22 juli - Pekingradion meddelar att Deng Ziaopings återfått alla poster efter 15 månaders politisk onåd.[1]

### Augusti
- 18 augusti – Brittiske tidigare ministern Ben Whitaker, ledande FN-expert på mänskliga rättigheter, meddelar från Genève att Uruguay har flest antal politiska fångar i förhållande till folkmängden, en av 600 invånare.[1]
- 30 augusti – Jugoslaviens  president Josip Broz Tito inleder ett veckolångt besök i Kina, efter att ha gästat Sovjetunionen och Nordkorea.[1]

### September
- 1 september – USA öppnar sin beskickning i Havanna, Kuba.[1]
- 7 september
  - USA och Panama skriver i Washington, D.C. på att USA 1999 skall återlämna Panamakanalen och Panamakanalzonen till Panama.[1]
  - Sveriges statsminister Thorbjörn Fälldin avslutar ett fyra dagars besök till Island.[1]
- 16 september – Sveriges utrikesminister Karin Söder besöker Erich Honecker i Östberlin.[1]
- 20 september – Vietnam och Djibouti väljs in i FN.[1]
- 29 september
  - Kung Juan Carlos av Spanien utfärdar två dekret som återger Katalonien det självstyre man hade åren 1932-1938.[1]
  - Sveriges utrikesminister Karin Söder talar i FN.[1]

### Oktober
- 1 oktober – Nyfascister och vänsteranhängare drabbar samman i olika städer i Italien, där 20-årige Walter Rossi skjutits ihjäl av nyfascistiska anhängare.[1]
- 6 oktober – Sveriges kabinettssekreterare Leif Leifland framhåller från säkerhetskonferensen i Belgrad att varje folkvald regering är skyldig att med kraft ge uttryck för vad som kan betraktas som brott mot de mänskliga rättigheterna.[1]
- 7 oktober – Högsta Sovjet antar Sovjetunionens nya författning.[1]
- 23 oktober – Sveriges utrikesminister Karin Söder återvänder till Sverige efter två veckors besök i Botswana, Kenya, Tanzania och Zambia.[1]

### November
- 7 november – Sovjetunionen firar 60-årsdagen av Oktoberrevolutionen med stor militärparad på Röda torget i Moskva.[1]
- 15 november – Shah Mohammed Reza Pahlavi av Iran anländer till Washington, DC för två dagars statsbesök. Demonstranter drabbas samman med polisen då cirka 15 000 iranska studenter immigranter möter honom vid Vita huset.[1]
- 16 november
  - Frankrike utvisar västtyske advokaten Klaus Crossiant till Västtyskland, då han anklagats för samröre med Baader-Meinhof.[1]
  - USA:s FN-ambassadör Andrew Young besöker Stockholm för ett tre dagars besök.[1]
- 18 november – Dagens Nyheter pekar i en stort uppslagen artikel ut tidigare justitieministern Lennart Geijer (s) som en säkerhetsrisk tidigare bordellkund hos "bordellmamman" Doris Hopp.[1]
- 19 november – I ett tal i det israeliska Knesset förklarar Anwar Sadat att Egypten är redo att förhandla om ett fredsavtal.[1]
- 24 november
  - Rhodesias premiärminister Iran Smith meddelar att han accepterar principen "en man - en röst". [1]
  - Jugoslavienss regering beviljar amnesti för 723 fängslade personer. [1]
- 25 november – Baskiska tidningen Egin meddelar att Spanien skall få en författning där monarkin är ärftlig, och parlamentet väljer premiärminister.[1]

### December
- 4 december – Jean-Bédel Bokassa sätter juvelprydd krona på sitt huvud , och Centralafrikanska republiken blir Centralafrikanska kejsardömet.[1]
- 5 december – Ett anti-Sadat firar 60-årsdagen av Oktoberrevolutionen med stor militärparad på Röda torget i Moskva.[1]
- 6 december
  - Finland firar 60 år som republik.[1]
  - Bophuthatswana blir Sydafrikas andra så kallat "hemland".[1]
- 8 december – Portugals regeringschef Mario Soares förlorar en förtroendeomröstning i Portugals parlament.[1]
- 19 december – Dries van Agt bildar en ny center-högerregering i Nederländerna, som varit utan ledning i nästan nio månader.[1]
- 31 december – Spaniens regering ger Baskien regionalt självstyre, och låter Navarraprovinsen folkomrösta om de vill ingå i ett autonomt Baskien.[1]

## Val och folkomröstningar
- 15 februari – Folketingsvalet i Danmark vinns av Socialdemokratiet.[1]
- 16–20 mars – Parlamentsvalet i Indien blir ett stort nederlag för Kongresspartiet.[1]
- 25 februari – Yitzhak Rabins Arbetarpartiet vinner parlamentsvalet i Israel.[1]
- 7 mars – PPP segrar vid parlamentsvalet i Pakistan.[1]
- 20 mars – Frankrike går till kommunalval. Jacques Chiraq blir förste borgmästaren i Paris sedan Pariskommunen 1871. [1]
- 2 maj – Västtysklands parlament utser 39-årige socialdemokraten Dietrich Stobbe till borgmästare i Västberlin efter Klaus Schütz. Han besegrar kristdemokraten Peter Lorenz med röstsiffrorna 147-68. [1]
- 17 maj – Menachem Begins Likud vinner parlamentsvalet i Israel.[1]
- 25 maj – Arbetarpartiet får 53 mandat och 33,81 % av rösterna parlamentsvalet i Nederländerna.[1]
- 30 maj – Bangladesh premiärminister Ziaur Rahman vinner en stor seger vid en folkomröstning om hans undantagstillstånd.[1]
- 5 juni – Bülent Ecevits Republikanska folkpartiet vinner parlamentsvalet i Turkiet.[1]
- 6-7 juni – Sveriges statsminister Thorbjörn Fälldin besökerFinland.[1]
- 15 juni – För första gången på 41 år hålls allmänna val i Spanien. Premiärminister Adolfo Suárez Centerdemokratiska unionen vinner.[1]
- 10 juli – Takaeo Fukudas LDP lyckas behålla sin knappa majoritet vid allmänna valen i Japan.[1]
- 21 juli – Fru Sirimavo Bandaranaikes frihetsparti förlorar parlamentsvalet i Sri Lanka.[1]
- 2 september – Rhodesia går till parlamentsval. Ian Smiths Rhodesiska fronten vinner. [1]
- 12 september – Vid Stortingsval i Norge lyckas Oddvar Nordlis Det norske Arbeiderparti behålla makten, med stöd från Sosialistisk venstre.[1]
- 20 november – Grekland går till parlamentsval. Andreas Papandreous PASOK går framåt, men Konstantin Karamanlis behåller makten. [1]
- 1 december – Sydafrika går till parlamentsval. John Vosters nationalistparti vinner sin största valseger någonsin. [1]
- 10 december – Australien går till nyval till parlamentet där premiärminister Malcolm Fraser säkrar ännu en mandatperiod. [1]
- Okänt datum – Indira Gandhi förlorar valet i Lok Sabha i Indien och avgår.

## Organisationshändelser
- 26 mars – Utbrytare ur Vänsterpartiet Kommunisterna bildar under ledning av riksdagsman Rolf Hagel Arbetarpartiet Kommunisterna (APK).
- 7 maj – G7-mötet hålls i London.[1]
- 13 maj - Spanska kommunistpartiets ordförande Dolores Ibarruri återvänder, 82 år gammal, till Spanien efter 38 års exil i Sovjetunionen.[1]
- 8 juni – Samväldets medlemmar möts i London.[1]
- 12 juli – OPEC-mötet i Saltsjöbaden präglas av hård bevakning, med cirka 400 poliser.[1]
- 26 augusti – I Sverige väljs Per Ahlmark på landsmötet om till ordförande i Folkpartiet.[1]
- 18 augusti – Kinas kommunistiska parti avslutar sin 11:e kongress. Hua Kuo-feng väljs till ny ordförande.[1]

## Födda
- 15 januari – Giorgia Meloni, italiensk politiker.
- 19 januari – Hina Rabbani Khar, Pakistans utrikesminister sedan 2011.
- 23 maj – Ekaterine Tqesjelasjvili, Georgiens premiärminister och minister för återintegrering sedan 2010.
- 3 augusti – Kristina Schröder, Tysklands minister för familje-, äldre-, kvinno- och ungdomsfrågor sedan 2009.
- 30 september – Audun Lysbakken, Norges barn-, jämlikhets- och integrationsminister sedan 2009.

## Avlidna
- 2 januari – Ernst Wigforss, svensk politiker, Sveriges finansminister 1932-1949.[1]
- 14 januari – Anthony Eden, 79,. Storbritanniens premiärminister 1955–1957.[1]
- 18 januari – Dzemal Bjedić, Jugoslaviens premiärminister (död i flygolycka).[1]
- 19 februari - Antony Crossland 58, brittisk utrikesminister.[1]
- 13 mars – Jan Patocka 69, israelisk professor och filosof.[1]
- 18 mars – Marien Ngouabi, Kongo-Kinshasas president 1969–1977.[1]
- 5 maj – Ludwig Erhard, 80, västtysk politiker, förbundskansler 1963–1966.[1]
- 6 juli - Mohammed Hussein Zahabi, tidigare religionsminister i Egypten.[1]
- 12 juli – Osmín Aguirre y Salinas, El Salvadors president 1944–1945.
- 3 augusti – Makarios III, Cyperns förste president 1960–15 juli 1974 och 7 december 1974–1977.[1]
- 11 oktober – Ibrahim al-Hamadi, Nordjemens president 1974–1977.
- 24 december – Juan Velasco Alvarado, Perus president 1968–1975.

### Fotnoter
1. 1 2 3 4 5 6 7 8 9 10 11 12 13 14 15 16 17 18 19 20 21 22 23 24 25 26 27 28 29 30 31 32 33 34 35 36 37 38 39 40 41 42 43 44 45 46 47 48 49 50 51 52 53 54 55 56 57 58 59 60 61 62 63 64 65 66 67 68 69 70 71 72 73 74 75 76 77 78 79 80 81 82 83 84 85 86 87 88 89 90 91 92 93 94 95 96 97 98 99 100 101 102 103 104 105 106 107 108 109 110 111 112   Horisont 1977. Bertmarks